# Нуян Видяз
Евгений Четвергов (на руски: Евгений Четвергов) е ерзянски и руски агроном, журналист, общественик и писател на произведения в жанра драма, исторически разказ и документалистика. Пише под псевдонима Нуян Видяз (на ерзянски: Нуянь Видяз).

## Биография и творчество
Евгений Владимирович Четвергов е роден на 30 март 1934 г. в село Ардатово, Дубьонски район, Мордовия, РСФСР, СССР, в селско семейство ерзяни. През 1952 г. завършва гимназията в Дубно. След като завършва училище, работи като сценичен работник в Театър за млади зрители „Максим Горки“ в Баку. От 1953 г. работи като ръководител на селски клуб в родното си село.
В периода 1954 – 1959 г. учи аграномия в Агрономическия факултет на Пензенския земеделски институт. След дипломирането си работи като агроном в продължение на шест години в държавното стопанство „Вълна на революцията“ в Ардатовски район (1959 – 1960) и в Ковилкински район (1960 – 1965). В периода 1965 – 1968 г. специализира аспирантура в Университета на Мордовия. След това работи като преподавател в университета в продължение на 28 години (1968 – 1996). През 1970 г. получава академичната степен кандидат на аграрните науки, а през 1981 г. – доцент. Автор на повече от 50 публикации и изобретения.
От 1980 г. публикува творбите си в ерзянски език и на руски език във вестниците „Сятко“ (Искра) и „Чилисема“ (Възход), както и в колекциите на издателство „Мордовска книга“. Първият му сборник с разкази „Сиреневая луна“ (Люлякова луна) е издаден през 1989 г.
В началото на 1990-те се присъединява към ерзянското национално движение. Съосновател е през 1990 г. на Дружеството „Масторава“. През 1993 г. основава Фондацията за спасение на ерзянския език „А. П. Рябов“ и в продължение на шест години е неин председател. От 1994 г. е редактор на националния вестник „Эрзянь Мастор“ (Ерзянска родина), издаван в Саранск от 1994 г.
През 1993 г. е участник в международната конференция „Фино-угорските народи в един променящ се свят“, през 1997 г. е участник в 5-а сесия на Общото събрание на Организацията на непредставените световни народи, а през 2002 г. е делегат на Третия конгрес на фино-угорските народи по света в Хелзинки.
Евгений Четвергов живее със семейството си в Саранск.

## Произведения
- Сиреневая луна : Рассказы о природе (1989)
- Велень вайгельть (1992)
- Сырнень човалят (1995)
- Иень тюст (2003)
- Янгамо (2006)
- Эрзянь Масторонть седейсэ. Имена их бессмертны (2007)
- Где цветет чистодуш? (2009)
- Эрязденть арсезь (2010)
- Ванине (2011)
- Тесэ ды Тосо (2013)
- Поладкстомо (2016)

### Документалистика
- Гербициды – на хлебном поле (1980)
- Слагаемые качества зерна (1985)
- Финно-угры в русском языке: топонимо-этимологический словарь финно-язычных, угорских и селькупских слов, вошедших в лексику русского языка (2015)